# سدلارتسی
سدلارتسی (به بلغاری: Sedlartsi) یک منطقهٔ مسکونی در بلغارستان است که در شهرستان آردینو واقع شده‌است.
 سدلارتسی ۱٫۸۳۷ کیلومتر مربع مساحت و ۱۱۸ نفر جمعیت دارد.